# 哈尔施塔特文化

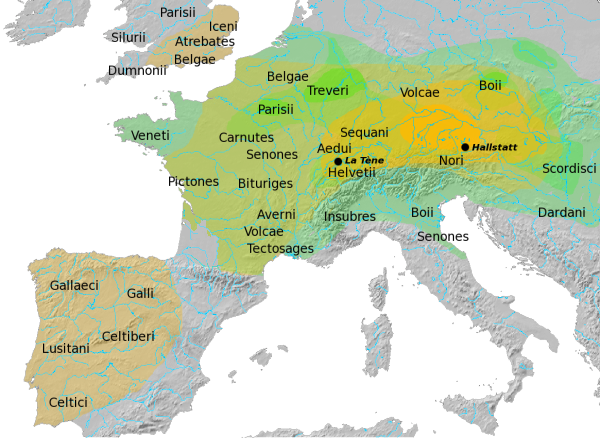
哈尔施塔特文化分布

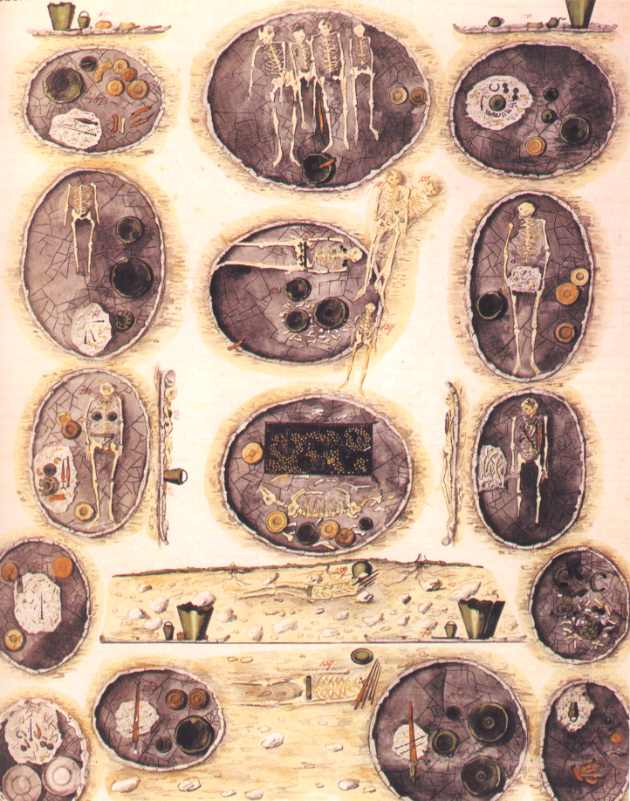
哈尔施塔特文化墓葬

哈尔施塔特文化（英語：Hallstatt culture；德語：Hallstattkultur），公元前8-6世纪中欧占主导地位的文化，由骨灰瓮文化发展而来。发现多处寨堡遗址，房屋结构多为木质，墓葬为火葬高冢墓，有农业手工业分工，商业亦开始出现。居民为凯尔特人。

## 典型遺址
在1846年，喬納·喬治·拉姆紹爾（1795-1874）在靠近哈爾施塔特附近所挖掘到的史前遺址，這個遺址的存在年代一共橫跨兩個半世紀，當地甚至挖掘出多達1045座墳場。在這個遺址的地區遍布著鹽礦，他們從新石器時代就毫不間歇的開採，從公元前8到5世紀，該墓地陪葬品的風格以及裝飾都相當特殊，這種風格在當時的歐洲是相當風行的。
這個遺址橫跨公元前1200年到500年，一共有以下階段：（如圖表示，Hallstatt縮寫為Ha）
|     | 年代（公元前） |
| --- | -------------- |
| HaA | 1200-1000      |
| HaB | 1000-800       |
| HaC | 800-650        |
| HaD | 650-475        |

A-B大致還是青銅器時代，而A階段深受微蘭諾威文化所影響，在Ｂ階段則是在古墓文化風行的時代以及當時普遍實行火葬。而通常在講的哈爾施塔特時代則是Ｃ和Ｄ，大約在公元前6到8世紀，正值歐洲鐵器時代，Ｄ階段則接近於拉登文化。Ｃ階段最大的特色就是常發現銅鐵混成鍛鍊的劍。最後一個階段也就是Ｄ階段，僅發現是繼承Ｃ階段（約為公元前600年到公元前500年），意謂特立獨行於當時的各地文明。

## 地理形勢
此文明幅員甚廣分成東西兩部。他們的分界在今日的捷克共和國以及奧地利，大約橫跨東經14-15度。
主要的墓穴和陪葬品的差別：在西部發現Ｃ階段和Ｄ階段被燒毀的劍，而在東部則發現了斧頭；西部採用戰車葬，而東部採用火葬。
這兩個文明可以在今日巴伐利亞和下奧地利垂直畫下分割線而區別，在他們東南方則和當時的伊利波文明（Alps culture）接壤，也就是今日奧地利下轄的提洛州境內。

### 西部地區
包含以下地區：
- 荷蘭
- 法國東北：香檳-阿登、洛林、阿爾薩斯
- 瑞士北部：瑞士德語區
- 捷克西部：波希米亞
- 德國南部：士瓦本、巴伐利亞
- 奧地利西部：福拉爾貝格州、提洛州、薩爾茨卡默古特
- 西班牙中北部：加利西亞、阿斯圖里亞斯、卡斯提亞-雷昂
- 葡萄牙中北部：米尼奧省、山後-上杜羅省、海岸杜羅省、上貝拉

### 東部地區
包含以下地區：
- 奧地利東部：下奧地利邦、上施蒂利亞
- 捷克東部：摩拉維亞
- 斯洛伐克西南部
- 匈牙利西部：小匈牙利平原
- 斯洛維尼亞東部：下施蒂利亞
- 克羅埃西亞北部：伊斯特拉縣

## 文化與貿易

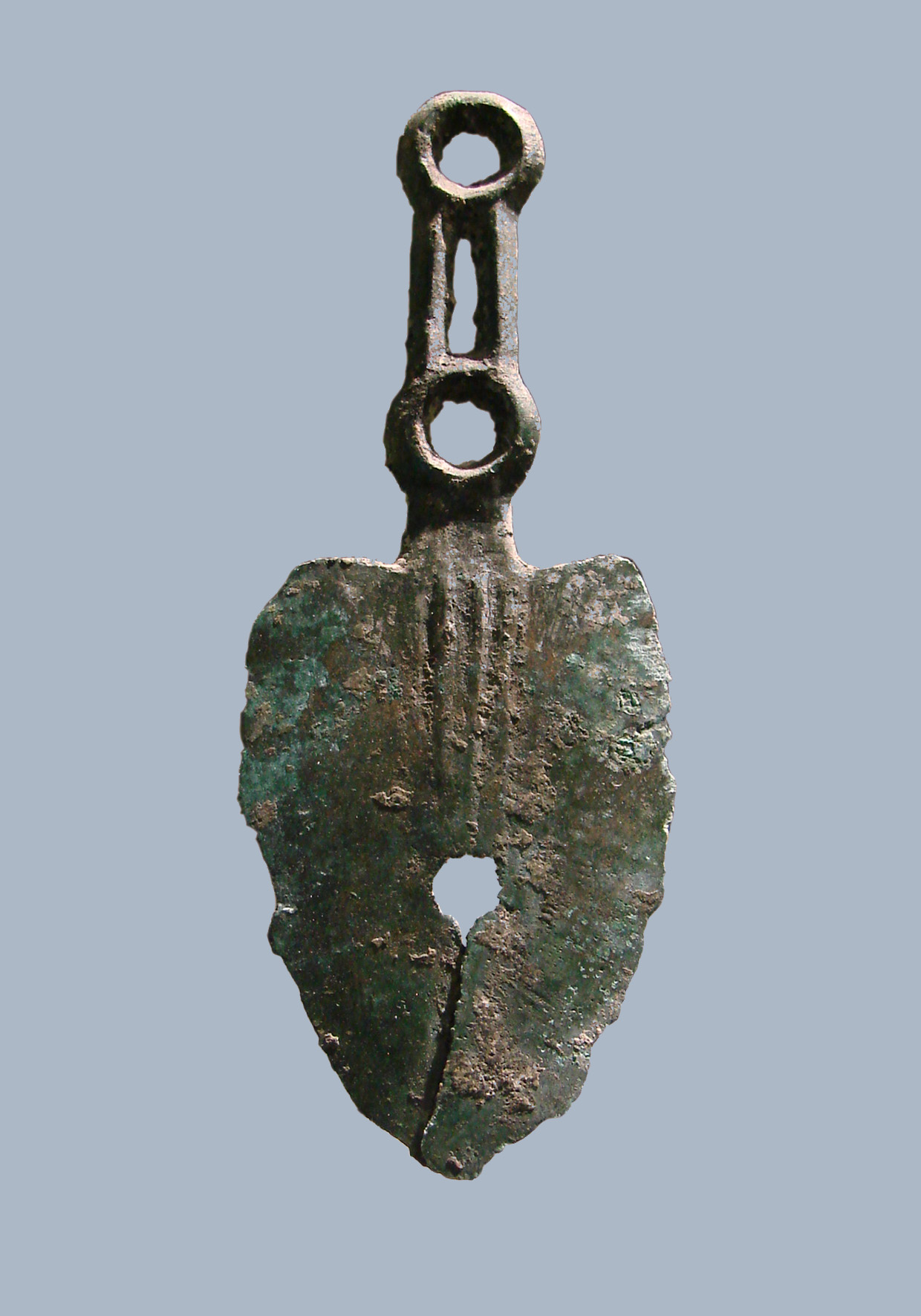
當時的器具，推測是刮鬍刀

在西部人口移動和貿易兩者可能同時一起進行傳播，並且把文化和貿易傳入英倫三島，並且將原始的凱爾特語推廣到該地，也就是今日的蓋爾語、威爾斯語以及蘇格蘭蓋爾語 
在這個文明的晚期，居民開始以黑陶和希臘人進行交易，而最主要的貿易據點就是今日的法國馬賽，另外琥珀以及象牙也是相當重要的交易品，他們可能甚至也會交易酒，近代的分析表示他們也會使用蠶絲，以及紅色的化學染料。
這挖掘出的考古遺址發現當時有所謂的銅製品、銀製品工坊，甚至是金製品工坊。
在這個文明從中期邁入晚期時，其實有諸多古墓的遺址可以做為他日後邁入凱爾特文化的例證。
在西部的考古可以顯示，此文明在當時已有相當規模的社會以及經濟地位，並且和北方的伊利波文明有相當層度的貿易關係，兩者逐漸融合而形塑出北方的拉登文化。
目前該文明最大的青銅器時代考古遺址位於羅馬尼亞。

## 內文註解
1. ↑  N. Müller-Scheeßel,  Die Hallstattkultur und ihre räumliche Differenzierung. Der West- und Osthallstattkreis aus forschungsgeschichtlicher Sicht (2000)
2. ↑  Chadwick, Nora. . 1970: 30.
3. ↑  Kruta, Venceslas. . Thames and Hudson. 1991: 89–102.
4. ↑  Stifter, David. . 2008: 25.
5. ↑  Alfons Semler, Überlingen: Bilder aus der Geschichte einer kleinen Reichsstadt,Oberbadische Verlag, Singen, 1949, pp. 11–17, specifically 15.

## 相關連結
- Hallstattzeit（页面存档备份，存于）